# Phorcysia
Phorcysia  es un género de bacteria de la familia Desulfurobacteriaceae.
Phorcysia thermohidrogeniphila es una especie del género Phorcysia. Es una bacteria termófila, quimiolitoautótrofa y amonificadora de nitratos hallada en un respiradero hidrotermal de aguas profundas.

## Etimología
Phor.cys’i.a. N.L. fem. n. Phorcysia, nombrada así por Phorcys, hijo de Neptuno, padre de Medusa y las otras Gorgonas, quien se volvió un dios del mar tras morir, haciendo referencia al hábitat del género.